# Chondrodesmus acuticollis
Chondrodesmus acuticollis är en mångfotingart som beskrevs av Carl Graf Attems 1931. Chondrodesmus acuticollis ingår i släktet Chondrodesmus och familjen Chelodesmidae. Inga underarter finns listade i Catalogue of Life.